# Вторая битва за Ёнпхёндо
Вторая битва за Ёнпхёндо — инцидент, произошедший 29 июня 2002 года недалеко от острова Ёнпхёндо в Жёлтом море, когда два патрульных катера Северной Кореи пересекли Северную разграничительную линию и завязали бой с катерами береговой охраны Южной Кореи.
Бой произошел во время Чемпионата мира по футболу 2002 года проводившегося в том числе и в Южной Корее.

## Предыстория
Согласно договору, после окончания Корейской войны (1950—1953) морской границей между Северной и Южной Кореями стала служить так называемая Северная разграничительная линия, немного южнее которой находятся острова Ёнпхёндо, контролируемые Южной Кореей.
Северные же корейцы считают острова Ёнпхёндо своей территорией и заявляют на них территориальные претензии, желая передвинуть разграничительную линию южнее. Южнокорейские пограничники часто задерживают северокорейских рыбаков, переплывших разграничительную линию, и возвращают тех на родину.
В 1999 году Южной Кореей была пресечена первая попытка захвата островов северокорейцами.

## Бой
В 9:54 утра 29 июня 2002 года северокорейский патрульный катер пересек Северную разграничительную линию и был встречен южнокорейскими пограничными катерами, которые по громкоговорителям несколько раз потребовали северокорейцев развернуться. Северокорейский катер проигнорировал предупреждения, и стал сближаться с южнокорейскими на опасное расстояние.
В 10:01 утра в 11,2 километра к западу от точки вторжения первого патрульного катера Северной Кореи разграничительную линию пересек второй северокорейский патрульный катер. Ему на перехват были посланы другие. Южнокорейский катер, который в 10:06 на расстоянии 1 километра 853 метров (1 морской мили) с помощью громкоговорителей также потребовали разворота у северокорейцев. Однако второй катер также проигнорировал предупреждение и продолжил сближаться с южнокорейским пограничным катером.
В 10:25 утра, при сближении второго северокорейского катера с левого борта с южнокорейским, на расстояние в 500 ярдов (457 метров) в 4,8 километрах юго-западнее СРЛ северокорейский катер произвел по южнокорейскому выстрел из 85 мм орудия. Снаряд попал в рубку южнокорейского корабля и его взрыв привел к первым потерям в ходе боя. Несколькими секундами позже на южнокорейский катер был обрушен мощный огонь двух 30-мм пушек. Капитаном южнокорейского катера Юн Ёнха было принято решение открыть ответный огонь из 35 и 40 мм пушек. Завязался ожесточенный бой. В 10:35 утра в зону боевых действий подошел второй южнокорейский катер, капитан которого приказал открыть огонь по северокорейским катерам, из всех имеющихся в наличии видов оружия.
В 10:43 утра на одном из северокорейских катеров начался сильный пожар и он на скорости в 8 узлов (16 км/час) начал отходить к СРЛ, находясь при этом под шквальным обстрелом двух южнокорейских катеров. В 10:50 утра ему удалось вернуться на морскую территорию Севера. 2-й северокорейский катер не участвовавший в бою вернулся на северокорейскую территорию в 10:59 утра.
Тем не менее южнокорейский катер также получил критические повреждения и затонул в 11:58 утра. Ранее южнокорейские спасательные корабли попытались отбуксировать его к берегу, но на катере был серьезный пожар и от идеи отказались, оставив его тонуть.

## Последствия
Непосредственно на месте боя с южнокорейской стороны скончались 4 человека – Чу Чхон Хен, Со Хо Вон, Хван До Хун и капитан катера Юн Ён Ха получивший множественные огнестрельные и осколочные ранения. Ещё один южнокорейский матрос – рулевой Хан Сан Гук – был найден мертвым спустя два дня, при обследовании водолазами затонувшего катера. Последний из убитых, матрос Пак Дон Хек, скончался от полученных ранений через 22 дня, 20 июля 2002 года, в больнице на острове Ёнпхёндо. Итого шесть убитых. Ещё 19 матросов получили ранения различной степени тяжести, но выжили.
Южнокорейская разведка позже сообщила, что северокорейский катер, участвовавший в бою, получил тяжелейшие повреждения. Погибли не менее 13 северокорейцев, в том числе и капитан северокорейского катера Ким Ёнсик, который скончался, по данным южнокорейской разведки, в результате множественных осколочных ранений, полученных им при попадании южнокорейского снаряда в капитанский мостик северокорейского катера.
РК и КНДР ожидаемо возложили вину за инцидент друг на друга и взаимно потребовали извинений.
По данным южнокорейской разведки, в СМИ КНДР про инцидент было упомянуто «вскользь», при этом были значительно завышены потери Южной Кореи — до нескольких десятков убитых, а потери КНДР, наоборот, существенно занижены — до нескольких раненых.

## В культуре
- Фильм 2015 года Битва за Ёнпхёндо (연평해전)